# Afsa (Steinmetz)
Afsa, Sohn des Hutu, war ein Nabatäischer Steinmetz, der Mitte des 1. Jahrhunderts in Hegra wirkte.
Afsa gehörte zur Steinmetzschule des Abd'obodat. Er ist gemeinsam mit diesem und Hani’u inschriftlich an einer der Treppengrabfassaden als ausführender Steinmetz genannt. Die Grabfassade wird durch die Inschrift in das elfte Regierungsjahr (50 n. Chr.) des nabatäischen Königs Malichus II. datiert.